# C28H31NO2
化学式C28H31NO2（摩尔质量：413.55 g/mol）可以指：
- JWH-100，CAS号：316189-77-2
- 拉索昔芬，CAS号：180916-16-9

|  | 这个同类索引页列出了具有相同分子式的化学物（即同分異構體）条目。 除非您是有意链接至本页，否则应将相应条目的内部链接指向正确的条目。 |